# Cosme Damião
Cosme Damião était un footballeur et un entraîneur portugais né le 2 novembre 1885 à Lisbonne et mort le 11 juin 1947 à Sintra.

## Biographie
Cosme Damião, né à Lisbonne en 1885, est l’un des grands fondateurs du Sport Lisboa e Benfica, l’un des clubs les plus populaires et titrés du pays. Son nom est indissociable de l’histoire du club lisboète, non seulement pour son rôle central dans sa création, mais aussi pour l’héritage qu’il a laissé.
Tout commence le 28 février 1904, dans une petite pharmacie du quartier de Belém, à Lisbonne. C’est là que Cosme Damião, alors jeune étudiant et passionné de sport, réunit un groupe d’amis animés par la même envie : fonder un club de football pour et par le peuple. À l’époque, le football était encore en pleine émergence au Portugal, souvent réservé aux élites. Mais lui voyait dans ce sport un vecteur d’unité, d’émancipation et de passion populaire. C’est ainsi qu’est né le Sport Lisboa, qui fusionnera plus tard avec le Grupo Sport Benfica pour devenir le Sport Lisboa e Benfica que nous connaissons aujourd’hui.
Durant les premières décennies du club, Cosme Damião incarne tout à la fois : il est joueur, capitaine et plus tard entraîneur de l’équipe jusqu’en 1926. Présent à tous les niveaux du club, des séances d'entraînement jusqu'aux réunions mais il refusa toujours le poste de président. 
Il voulait faire de Benfica "le club du peuple", un club où chaque enfant lisboète, quelle que soit son origine sociale, pourrait rêver de porter un jour le maillot rouge. Cette idée, profondément enracinée dans ses convictions, fait encore aujourd’hui partie de l’identité de Benfica.
Il décède en 1947, mais son héritage reste vivant.
Aujourd’hui, aux abords du Estádio da Luz, son portrait est visible à de nombreuses reprises et le musée de Benfica porte son nom. Rappelant à chaque génération de supporters l’origine populaire, humble et ambitieuse du club ce musée est une plongée aux racines du SLB. Le rond point par lequel arrive le bus du club porte aussi son nom et est un lieu de rencontre entre supporters avant les rencontres à domicile.

## Carrière

### Joueur
- 1907-1916 : SL Benfica  Portugal

### Entraîneur
- 1908-1926 : SL Benfica  Portugal